# Maria Stanisława Gutkowska-Rychlewska
Maria Stanisława Gutkowska-Rychlewska (ur. 4 czerwca 1899 w Krakowie, zm. 24 września 1991 w Krakowie) – jedna z pierwszych studentek na Akademii Sztuk Pięknych w Krakowie, artystka malarka, graficzka, kustoszka Muzeum Narodowego w Krakowie, autorka podstawowego podręcznika z kostiumologii Historia ubioru.

## Życiorys
Jej matką była Stanisława Julia z Peszkowskich, ojcem Roman Radosław Gutkowski. Maria urodziła się jako trzecie dziecko Gutkowskich, miała dwóch starszych braci Tadeusza i Romana.
W latach 1909–1917 uczyła się w Gimnazjum Żeńskim im. Królowej Jadwigi w Krakowie. Po zdaniu matury zapisała się na Wydział Filozoficzny Uniwersytetu Jagiellońskiego. Studiowała w latach 1917-1922 w charakterze słuchaczki zwyczajnej, historię sztuki, archeologię klasyczną i filozofię ścisłą. Jej praca doktorska miała tytuł: Jan Nepomucen Głowacki (1802-1847). Promotorem pracy był prof. Jerzy Mycielski. W swojej opinii na temat jej pracy napisał:

W ślad zatem uważam sumienną i pracowitą rozprawę p. Marji Gutkowskiej za wystarczającą jako prace doktorską na mocy której dopuszczoną być może do ustnych egzaminów w celu uzyskania doktoratu na Uniwersytecie Jagiellońskim.

Promocja na dr filozofii (historia sztuki) odbyła się 7 grudnia 1923 r. przy obecności prorektora prof. Władysława Natansona, dziekana prof. Karola Estreichera oraz promotora prof. Jerzego Mycielskiego.
W czasie trwania studiów na Uniwersytecie Jagiellońskim w 1919 Maria zapisała się na Akademię Sztuk Pięknych w Krakowie. Wybrała pracownię Ignacego Pieńkowskiego. Studiowała tam przez osiem semestrów (z przerwami w latach 1919-1924). Potem była jeszcze w pracowni prof. Wojciecha Weissa (przez trzy semestry w latach 1924–1926), później Jana Wojnarowskiego (dwa semestry 1926-1927). W roku 1926 jako stypendystka Akademii Sztuk Pięknych w Krakowie wyjechała na siedem miesięcy do Francji i Włoch, żeby tam studiować w muzeach i bibliotekach. 26 czerwca 1927 otrzymała świadectwo ukończenia Akademii Sztuk Pięknych szkoły Specjalnej Grafiki. Otrzymała ocenę celującą. Od 1926 roku zaczęła brać udział w wystawach, gdzie pokazywała grafiki.
W maju 1928 r. doroczne zgromadzenie członków Polskiej Akademii Umiejętności przyznało Marii nagrodę im. Feliksa Jasieńskiego i Witolda Łozińskiego w dziedzinie grafiki za mezzotintę Wnętrze kościoła św. Marka w Wenecji. Informacja pojawiła się w Kalendarzu Ilustrowanym Kuryera Codziennego na Rok 1929. Na stronie umieszczono fotografie laureatów Polskiej Akademii Umiejętności w r. 1928 – czterech mężczyzn i Marii.
W 1927 zaczęła pracować w Państwowej Szkole Zawodowej Żeńskiej w Krakowie przy ul. Syrokomli jako nauczycielka rysunku, kostiumologii i historii przemysłu artystycznego. Pracowała tam z przerwą do 1945 r. Historia szkoły sięga 1882, kiedy to założono kursy robót ręcznych kobiecych przy Miejskiej Szkole Wydziałowej im. św. Scholastyki. Potem kursy zostały zamienione w Szkołę Praktycznych Robót Kobiecych przy Szkole Wydziałowej Żeńskiej. Szkoła miała przygotowywać kobiety do potrzeb życia codziennego. Szkoła okazała się bardzo popularna.

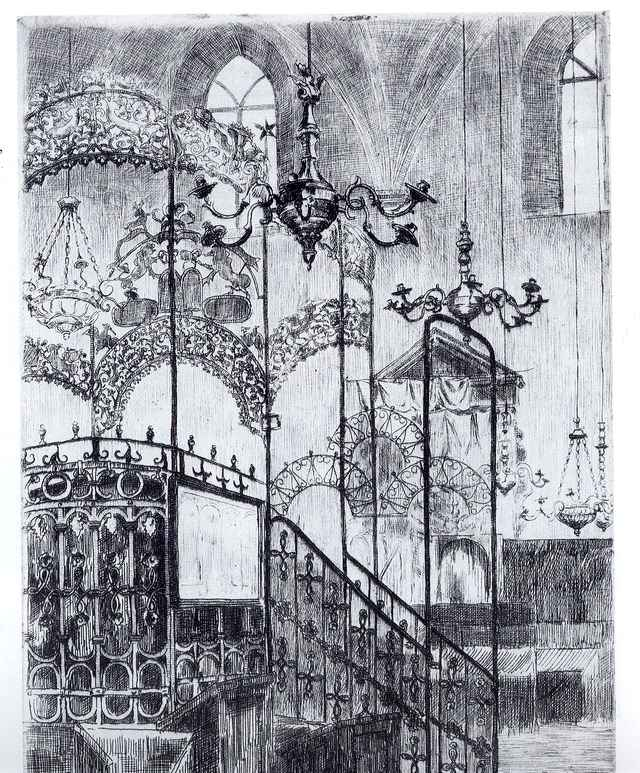
Synagoga Złota Róża - akwaforta, Maria Gutkowska-Rychlewska, 1925 r.

## Historia ubioru
Pracując w szkole zauważyła, że nie ma odpowiedniego podręcznika z historii ubrania. Postanowiła zmienić tę sytuację. Z myślą o tym w latach 1930-1933 jeździła do bibliotek i zbiorów Berlina, Paryża, Brukseli i Pragi, żeby studiować historię ubrań. W 1932 r. ukazał się podręcznik kostiumologii dla szkół zawodowych i teatru. Wspomniana publikacja to Historia ubiorów, która w 1968 r. doczekała się drugiego, rozszerzonego tekstowo i ilustracyjnie wydania. Pozycja do dzisiaj jest aktualna i uznawana za najważniejszą polską publikację kostiumologiczną. Stanowi podstawową lekturę zainteresowanych tematem. Obejmuje historię strojów od starożytnego Egiptu po wielką rewolucję przemysłową. Zawiera również specjalny dodatek ANEKS z wykrojami ubrań z różnych epok od XVI do XIX w. A na końcu Słownik nazw ubiorów, tkanin i akcesoriów ubioru. W tekst wplecione są ilustracje oraz biało-czarne fotografie będące doskonałym wizualnym uzupełnieniem. Ilustracje odręczne wykonane przez Marię były przerysowane z różnych dzieł sztuki. Aby poznać historię ubioru Maria studiowała malarstwo świeckie i sakralne, rzeźby, płaskorzeźby, grafikę, ilustracje książkowe i ryciny żurnalowe. Analizowała również dodatki, fryzury czy obuwie.

Gutkowska w bardzo przejrzysty sposób prezentuje ubiory kolejnych stuleci wraz z ich akcesoriami, uwzględniając kontekst historyczno–geograficzny, ekonomiczny, obyczajowy i religijny zmian mody odzieżowej. Praca ta stała się podstawą do znacznie rozszerzonej tekstowo i ilustracyjnie książki "Historia ubiorów", wydanej w 1967 r. i uznawanej do dziś za najważniejszą polską publikację kostiumologiczną.

{{Cytat}} Nieznane pola: "Strona" oraz "Rok wydania".
Była badaczką, która położyła podwaliny pod naukowe podejście do kostiumologii.

## Praca w Muzeum Narodowym w Krakowie
W 1951 r. zatrudniła się w bibliotece dawnego Muzeum Przemysłowego, które było już włączone do Muzeum Narodowego w Krakowie. Opracowała tam katalog w dziale ornamentyki i zrekonstruowała dzieła z zakresu historii sztuki. Pod koniec roku 1951 została przeniesiona do Działu Przemysłu Artystycznego w Muzeum Narodowym. Zajęła się tkaninami jedwabnymi i ubiorem, a potem objęła kierownicze stanowisko w pracowni konserwacji tkanin i działu tkanin i ubiorów. Od 1952 roku pracowała jako asystentka w dziale rzemiosła artystycznego i kultury materialnej – ubiory.  We wrześniu 1952 Maria objęła stanowisko kierowniczki pracowni Konserwacji tkanin. W pracowni konserwacji drogą eksperymentów razem z personelem pracowni opracowała ulepszoną metodę odczyszczania i zabezpieczania okazów bez użycia środków chemicznych. Tą metodą zostały np. odczyszczone wszystkie tkaniny z Domu Matejki.
W 1953 r. razem z (inną jedną z pierwszych studentek krakowskiej ASP) Ireną Bojarską-Czarnotą urządziły wystawę pt. Ubiory w dawnych wiekach jako wytwór sztuki i rękodzieła. Pierwszą w Polsce wystawę kostiumów historycznych o tak dużym zakresie. W 1954 Dyrektor Państwowych Zbiorów Sztuki na Wawelu doc. dr Jerzy Szablowski wystawił opinię pracy naukowej Marii:

W chwili obecnej należy do najwybitniejszych w Polsce znawców dawnych ubiorów, zarówno ogólnoeuropejskich, jak i polskich.

Na początku 1956 Maria otrzymała tytuł docentki i stanowisko kustoszki muzeum. Od 1958 pracowała równolegle w Dziale Przemysłu Artystycznego w Zbiorach Czartoryskich, jednak zrezygnowała z tej pracy w 1964, ponieważ trudno było pogodzić pracę w dwóch miejscach. We wrześniu 1963 otrzymała Krzyż Kawalerski Orderu Odrodzenia Polski za pracę zawodową i naukową. W 1970 przeszła na emeryturę. Na odchodne dostała podziękowanie:

Równocześnie poczuwam się do miłego obowiązku wyrażenia Pani Docent serdecznego i najgorętszego podziękowania za długoletnia pracę w naszej Instytucji.
Zorganizowanie przez Panią Docent wzorowych magazynów tkanin, którą Pani przez długie lata kierowała, pozyskanie cennych zbiorów i sumienne, na najwyższym poziomie naukowe ich opracowanie – zapisują Pani Docent trwałe i zaszczytne miejsce w historii Muzeum Narodowego w Krakowie.

Mężem Marii był jedenaście lat od niej starszy Włodzimierz Rychlewski, inżynier budowlany, który pracował nad budową Nowej Huty. Nie miała dzieci.
Maria Gutkowska-Rychlewska zmarła 24 września 1991 r. w Krakowie. Została pochowana na Cmentarzu Rakowickim w Krakowie.

## Prace w zbiorach
- Muzeum Śląskie w Katowicach (dwie akwaforty)

## Publikacje
- M. Gutkowska-Rychlewska, Historia ubiorów, Lwów-Warszawa, t. 1-2, 1932.
- M. Gutkowska-Rychlewska, Ubiory w Ołtarzu Mariackim Wita Stwosza na tle zabytków w. XV, Kraków 1935
- M. Gutkowska-Rychlewska, M. Taszycka, Ubiory i akcesoria mody wieku XIX, Małe Katalogi Zabytków Wybranych, nr 2, Muzeum Narodowe w Krakowie, Kraków 1967
- M. Gutkowska-Rychlewska, Patynki z Pyrzyc na tle mody obuwia średniowiecznego, „Rozprawy i Sprawozdania Muzeum Narodowego w Krakowie”, IX, 1967, s. 33–41
- M. Gutkowska-Rychlewska Maria, Historia ubiorów, Wrocław–Warszawa–Kraków 1968